# باشگاه فوتبال نورث‌ایست یونایتد
باشگاه فوتبال نورث‌ایست یونایتد (انگلیسی: NorthEast United FC)، یک باشگاه فوتبال است که در شهر ساروشاجی کشور هند پایه‌گذاری شده‌است.